# Список послов СССР и России в Пакистане
В статье представлен список послов СССР и России в Пакистане.
- 27 апреля — 1 мая 1948 г. — установлены дипломатические отношения на уровне посольств.

## Список послов
| Срок полномочий                    | Посол                         | Годы жизни | Вручение верительных грамот | Комментарии                   |
| ---------------------------------- | ----------------------------- | ---------- | --------------------------- | ----------------------------- |
| СССР                               |                               |            |                             |                               |
| 22 ноября 1949 — 13 февраля 1950   | Иван Николаевич Бакулин       | 1906—1963  |                             | Верительные грамоты не вручал |
| 13 февраля 1950 — 20 января 1956   | Александр Георгиевич Стеценко | 1902—?     | 22 марта 1950               |                               |
| 20 января 1956 — 15 февраля 1960   | Иван Фадеевич Шпедько         | 1918—1983  | 17, 23 марта 1956           |                               |
| 15 февраля 1960 — 23 ноября 1961   | Михаил Степанович Капица      | 1921—1995  | 12 марта 1960               |                               |
| 28 ноября 1961 — 6 августа 1965    | Алексей Ефремович Нестеренко  | 1915—1992  | 15 декабря 1961             |                               |
| 6 августа 1965 — 29 мая 1971       | Михаил Васильевич Дегтярь     | 1906—1994  | 5 октября 1965              |                               |
| 29 мая 1971 — 5 декабря 1974       | Алексей Алексеевич Родионов   | 1922—2013  | 6 июля 1971                 |                               |
| 5 декабря 1974 — 11 июля 1980      | Сарвар Алимджанович Азимов    | 1923—1994  | 27 января 1975              |                               |
| 11 июля 1980 — 16 мая 1985         | Виталий Степанович Смирнов    | 1930—2007  | 3 августа 1980              |                               |
| 16 мая 1985 — 13 июля 1988         | Абдурахман Халил оглы Везиров | 1930—2022  |                             |                               |
| 13 июля 1988 — 25 декабря 1991     | Виктор Павлович Якунин        | 1931—      |                             |                               |
| Российская Федерация               |                               |            |                             |                               |
| 25 декабря 1991 — 29 апреля 1993   | Виктор Павлович Якунин        | 1931—      |                             |                               |
| 29 апреля 1993 — 18 сентября 1998  | Александр Юрьевич Алексеев    | 1946—      |                             |                               |
| 18 сентября 1998 — 4 декабря 1999  | Андрей Михайлович Гуляев      | 1952—1999  |                             |                               |
| 8 июня 2000 — 12 июля 2004         | Эдуард Степанович Шевченко    | 1939—      |                             |                               |
| 12 июля 2004 — 30 сентября 2008    | Сергей Николаевич Песков      | 1948—2014  |                             |                               |
| 30 сентября 2008 — 14 декабря 2013 | Андрей Сергеевич Будник       | 1953—2018  |                             |                               |
| 14 декабря 2013 — 11 апреля 2019   | Алексей Юрьевич Дедов         | 1960—      | 27 февраля 2014             |                               |
| 11 апреля 2019 — 10 ноября 2023    | Данила Викторович Ганич       | 1970—      | 4 сентября 2019             |                               |
| 10 ноября 2023 — настоящее время   | Альберт Павлович Хорев        | 1979—      | 1 февраля 2024              |                               |